# Elaeocarpus stellaris
Elaeocarpus stellaris är en tvåhjärtbladig växtart som beskrevs av L. S. Smith. Elaeocarpus stellaris ingår i släktet Elaeocarpus och familjen Elaeocarpaceae. Inga underarter finns listade i Catalogue of Life.